# Deficyt pierwotny

## Cyklicznie dostosowany deficyt pierwotny
Cyklicznie dostosowany deficyt pierwotny (ang. CAPB) pokazuje pierwotną politykę fiskalną po usunięciu wpływu fazy cyklu koniunkturalnego na zmianę PKB. Wyróżnia się cztery różne rodzaje podatków, które wpływają na wielkość dochodów przy estymacji CAPB. Są nimi:
- PIT,
- składka na ubezpieczenie społeczne,
- CIT,
- podatki pośrednie.

Jedyną częścią wydatków publicznych uważaną za wrażliwą na zmiany cyklu koniunkturalnego są wydatki transferowe związane z bezrobociem. Dostosowanie w CAPB ma miejsce na poziomie całkowitych wydatków pierwotnych, ponieważ dane czasowe o wydatkach związanych z bezrobociem są niedostępne w różnych krajach.

## Sposób oszacowania
CAPB w stosunku to produkcji potencjalnej jest dlatego definiowany jako:
{\displaystyle b^{*}=\left[\left(\sum \limits _{i=1}^{4}T_{i}^{*}\right)-G^{*}+X\right]/Y^{*},}
gdzie:
- {\displaystyle G^{*}} – dostosowane cyklicznie pierwotne wydatki rządowe,
- {\displaystyle T_{i}^{*}} – dostosowany cyklicznie komponent i-tej kategorii podatków,
- {\displaystyle X} – dochody niepodatkowe pomniejszone o kapitał i wydatki na obsługę długu publicznego netto,
- {\displaystyle Y^{*}} – poziom produkcji potencjalnej.

Cyklicznie dostosowane komponenty są szacowane z faktycznych dochodów podatkowych i wydatków, dostosowanych według relacji produkcji potencjalnej do produkcji faktycznej, stosunku bezrobocia strukturalnego do bezrobocia faktycznego i przypuszczalnych wartości elastyczności
{\displaystyle {\frac {T_{i}^{*}}{T_{i}}}=\left({\frac {Y^{*}}{Y}}\right)^{E_{t_{i},y}},}
{\displaystyle {\frac {G_{i}^{*}}{G}}=\left({\frac {U^{*}}{U}}\right)^{E_{g,u}},}
gdzie:
- {\displaystyle T_{i}} – faktyczny dochód podatkowy dla i-tej kategorii podatkowej,
- {\displaystyle G} – faktyczne aktualne pierwotne wydatki rządowe (z wyłączeniem kapitału i wydatków na obsługę długu publicznego netto),
- {\displaystyle Y} – poziom produkcji potencjalnej,
- {\displaystyle U^{*}} – poziom bezrobocia strukturalnego,
- {\displaystyle U} – poziom bezrobocia faktycznego,
- {\displaystyle E_{t_{i},y}} – elastyczność i-tej kategorii podatkowej na zmianę luki podażowej,
- {\displaystyle E_{g,u}} – elastyczność aktualnych pierwotnych wydatków na zmianę relacji bezrobocia strukturalnego do bezrobocia faktycznego.

## Sposób liczenia CAPB uwzględniający elastyczności
Uwzględniając powyższe relacje, CAPB może być przedstawiony w następujący sposób:
{\displaystyle b^{*}=\left[\left(\sum \limits _{i=1}^{4}T_{i}\left({\frac {Y^{*}}{Y}}\right)^{E_{t_{i},y}}\right)-G_{i}\left({\frac {U^{*}}{U}}\right)^{E_{g,u}}+X\right]/Y^{*}.}
Elastyczność {\displaystyle E_{t_{i},y}} może być empirycznie podzielona na dwa komponenty: elastyczność dochodów podatkowych na zmianę odpowiedniej podstawy opodatkowania {\displaystyle E_{t_{i},tb_{i}}} oraz elastyczność podstawy opodatkowania na zmianę wskaźnika cykliczności {\displaystyle E_{tb_{i},y}{:}}
{\displaystyle E_{t_{i},y}=E_{t_{i},tb_{i}}E_{tb_{i},y}.}

## Wyjaśnienie wyboru metody obliczenia
Elastyczność dochodów podatkowych na zmianę podstawy opodatkowania jest zdeterminowana przez strukturę systemu podatkowego.
- Dla podatków liniowych, wartość tej elastyczności będzie równa 1, podczas gdy w przypadku podatków progresywnych, może być większa od 1, a dla podatków regresywnych mniejsza od 1.
- Podatek PIT jest z natury progresywny, natomiast składki na ubezpieczenie społeczne mają przeważnie płaskie stawki, co czyni je umiarkowanie regresywnymi.
- Podatek CIT jest zazwyczaj ustalony na jednym stałym poziomie.
- Dla podatków pośrednich dwie przyczyny wpływają na elastyczność. Z jednej strony, podatki pośrednie, takie jak VAT, mają element progresywny, co oznacza, że wyższe stawki są stosowane dla bardziej elastycznych dochodowo części podstawy. Z drugiej strony, specyficzne podatki, których wysokość jest ustalana przez realne wydatki konsumpcyjne i nie zależy od wahań cen, mogą być regresywne.

Elastyczność podstawy opodatkowania na zmianę wskaźnika cykliczności może być złożona, ponieważ zależy ona od przychodów, wydatków bądź zatrudnienia, które różnią się w różnych momentach cyklu koniunkturalnego. Dla przykładu, mieszanka przychodów płacowych i zysków może wpłynąć na elastyczność podstawy podatku CIT na zmianę luki podażowej.
Metodologia OECD wyznacza wpływ cyklu koniunkturalnego na bilans fiskalny (budżet) przy użyciu wskaźników uwzględniających stopień wykorzystania zasobów, to jest różnicy pomiędzy rzeczywistą a potencjalną produkcją oraz pomiędzy rzeczywistym a strukturalnym bezrobociem. To wyliczenie zależy od błędów pomiaru oszacowań produkcji potencjalnej i bezrobocia strukturalnego. Co więcej, ten model oparty jest na przybliżeniach, dlatego nie uwzględnia sił wpływających na cykl gospodarczy, które różnią się w czasie i powodują zmiany przychodów i wydatków. Cyklicznie dostosowane nastawienie fiskalne może zależeć także od czynników chwilowych, niezwiązanych bezpośrednio z cyklem koniunkturalnym, takich jak: jednorazowe operacje fiskalne, kreatywna księgowość, błędy klasyfikacyjne, cykl zmiany cen aktywów.
Ogólną wrażliwość budżetu na cykl koniunkturalny można mierzyć częściową elastycznością deficytu budżetowego (oznaczanej jako procent wartości PKB) na zmianę luki podażowej. Jest ona definiowana jako różnica cyklicznej wrażliwości powyższych kategorii podatkowych i jednego składnika wydatków, ważonych ich udziałem w PKB. Wskaźnik ten wynosił (w 2003 roku) 0,44 dla krajów należących do OECD oraz 0,48 dla krajów strefy euro.